# Johan Gustaf von Beijer
Johan Gustaf von Beijer, född 18 juli 1646, död 4 november 1705, var en svensk skald och postdirektör, son till företrädarna på posten, Johan von Beijer och dennes maka Margareta Beijer.
Johan Gustaf von Beijer övertog efter faderns död 1669 arrendet av det svenska postväsendet och utnämndes efter moderns entledigande 1673 till direktör över detta. Som sådan var han 1673–85 utgivare av Ordinari Post Tijdender som publicerade utrikesnyheter. Han erhöll 1697 avsked på grund av sjukdom. von Beijer, som översatte Pierre Corneilles Cid, ägnade sig på senare år med att översätta franska dikter och skrev på svenska och tyska moraliserande reflexionsdikter och erotisk och satirisk lyrik. Han var bosatt på Skenäs.